# Afrikai pálmacibet
Az afrikai pálmacibet (Nandinia binotata) az emlősök (Mammalia) osztályának ragadozók (Carnivora) rendjébe, ezen belül a pálmacibetfélék (Nandiniidae) családjába tartozó faj.
Korábban a cibetmacskafélék (Viverridae) családjába sorolták be; azonban az áthelyezés miatt manapság családjának és nemének az egyetlen fajává vált.

## Előfordulása
Az afrikai pálmacibet Afrikában, a Szaharától délre eső térségekben fordul elő. Guineától és Dél-Szudántól kezdve, Angoláig és Zimbabwe keleti részéig sokfelé megtalálható. Akár 2500 méteres tengerszint feletti magasságban is fellelhető.

## Alfajai
- Nandinia binotata arborea Heller, 1913
- Nandinia binotata binotata Gray, 1830
- Nandinia binotata gerrardi Thomas, 1893
- Nandinia binotata intensa Cabrera & Ruxton, 1926

## Megjelenése
Viszonylag kistestű, erős felépítésű faj, kis, kerek fülekkel és erőteljes lábakkal, rajta hajlott, visszahúzható karmokkal. Hosszú farka van, melyet a fákon való közlekedés során egyensúlyozásra használ. A kifejlett állat körülbelül 1,70-2,10 kilogramm tömegű.

## Életmódja
Magányosan élő, éjszakai állat, amely az erdőket választotta élőhelyül. A folyók mentén és a szavannák ligeterdeiben is fellelhető. Mindenevő, de étrendjének nagy részét gyümölcsök alkotják; étrendjét kiegészítheti rágcsálókkal, denevérekkel, rovarokkal, madarakkal, tojásokkal, gyíkokkal, békákkal és dögökkel. Főleg hajnalkor és napnyugtakor mozog. Általában magányos, de ha bőséges a táplálékkínálat, akkor akár 15 állat is összegyűlhet. A hasán kettő és mindegyik lábán a harmadik és negyedik ujjak között, egy-egy szagmirigy van; valószínűleg ezekkel jelöli meg a területét.
Körülbelül 4 évig él.

## Szaporodása
Ez az emlősfaj évente kétszer is szaporodhat. Először májusban, aztán ha a körülmények továbbra is megfelelőek októberben is világra hoz egy almot. A vemhesség 2-3 hónapig tart. Az alomnagyság általában 4 kölyökből áll. Az elválasztás 3 hónap után következik be. A nőstény emlői a tej mellett narancssárga levet is termel, mely megszínezi az anyaállat és a kölykök bundáját; a kutatók szerint ez visszataszító a párosodókedvű hímek számára.

## Az afrikai pálmacibet és az ember
Állatkertekben nagyon ritka fajnak számít. A szabad természetben az élőhelyének elvesztése és a vadászat veszélyezteti. Továbbá a háziszárnyasok védelmére, valamint a hagyományos orvoslásban játszott szerepe miatt is irtják. Mindezek ellenére a Természetvédelmi Világszövetség (IUCN) nem fenyegetett fajnak minősíti.

## Képek

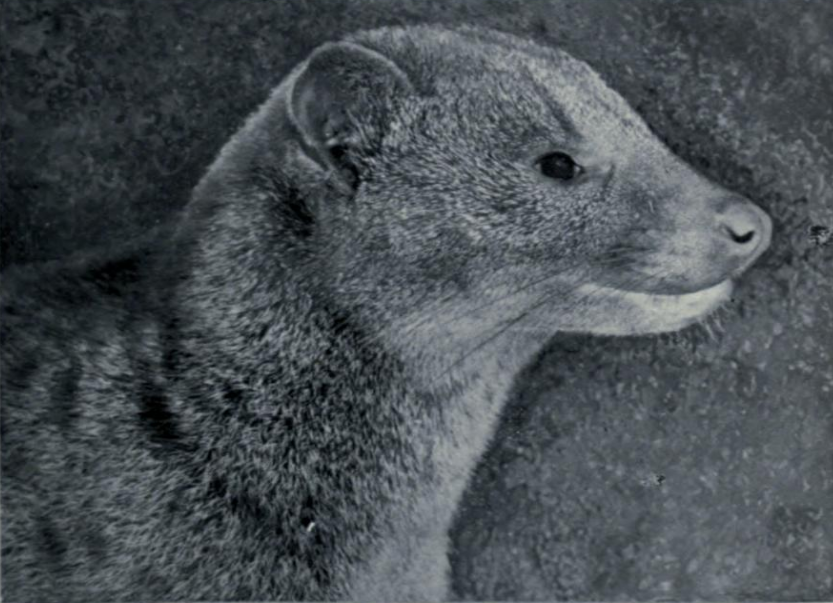
Portré
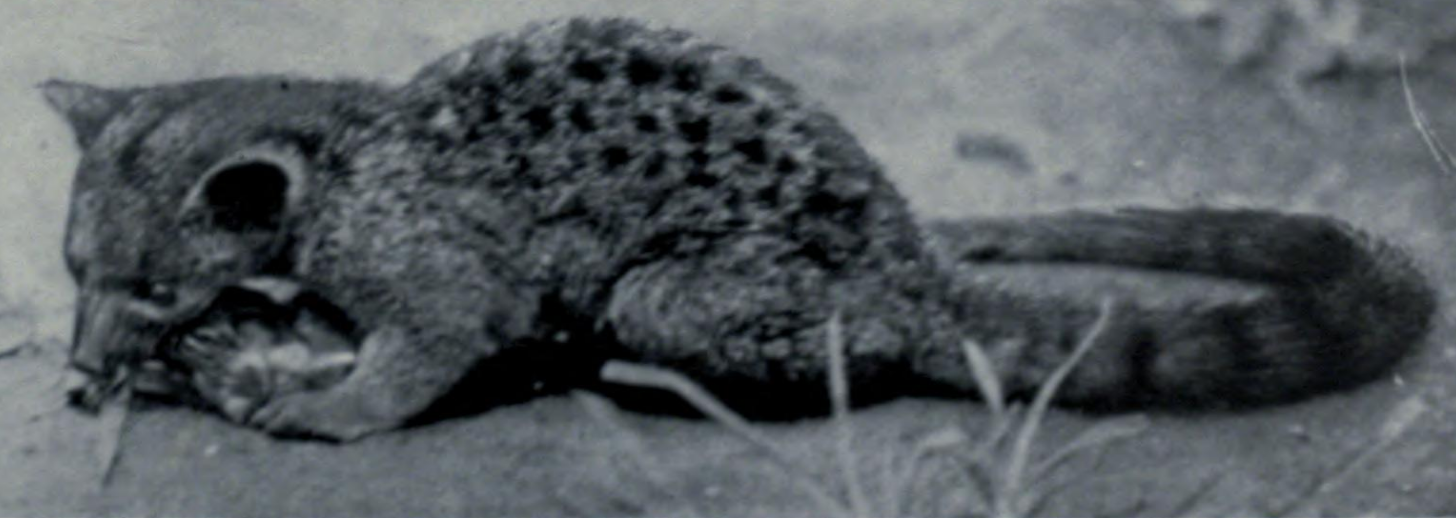
Archív kép
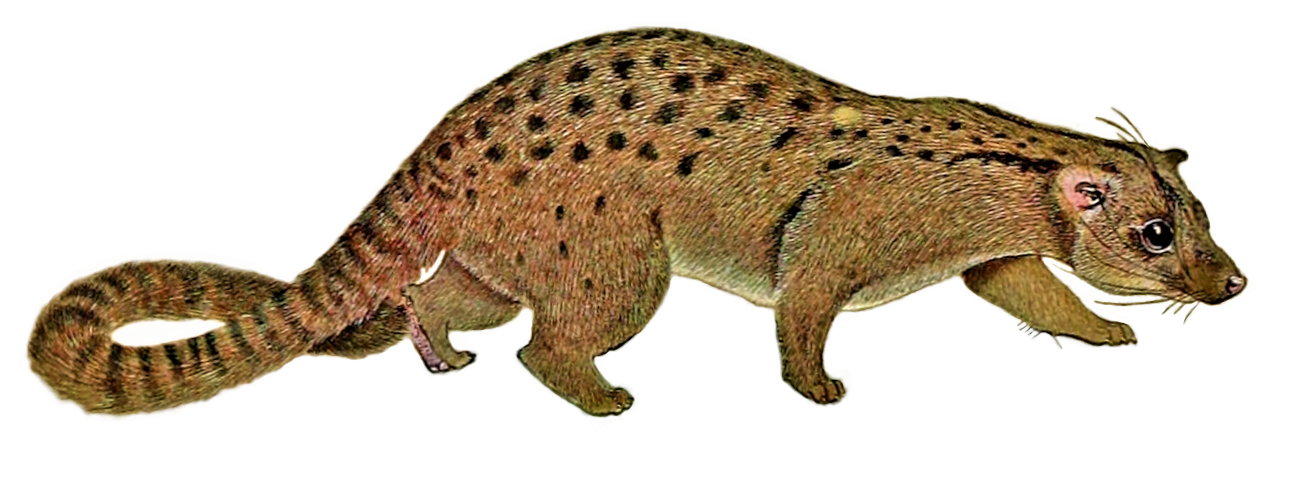
és rajz az állatról
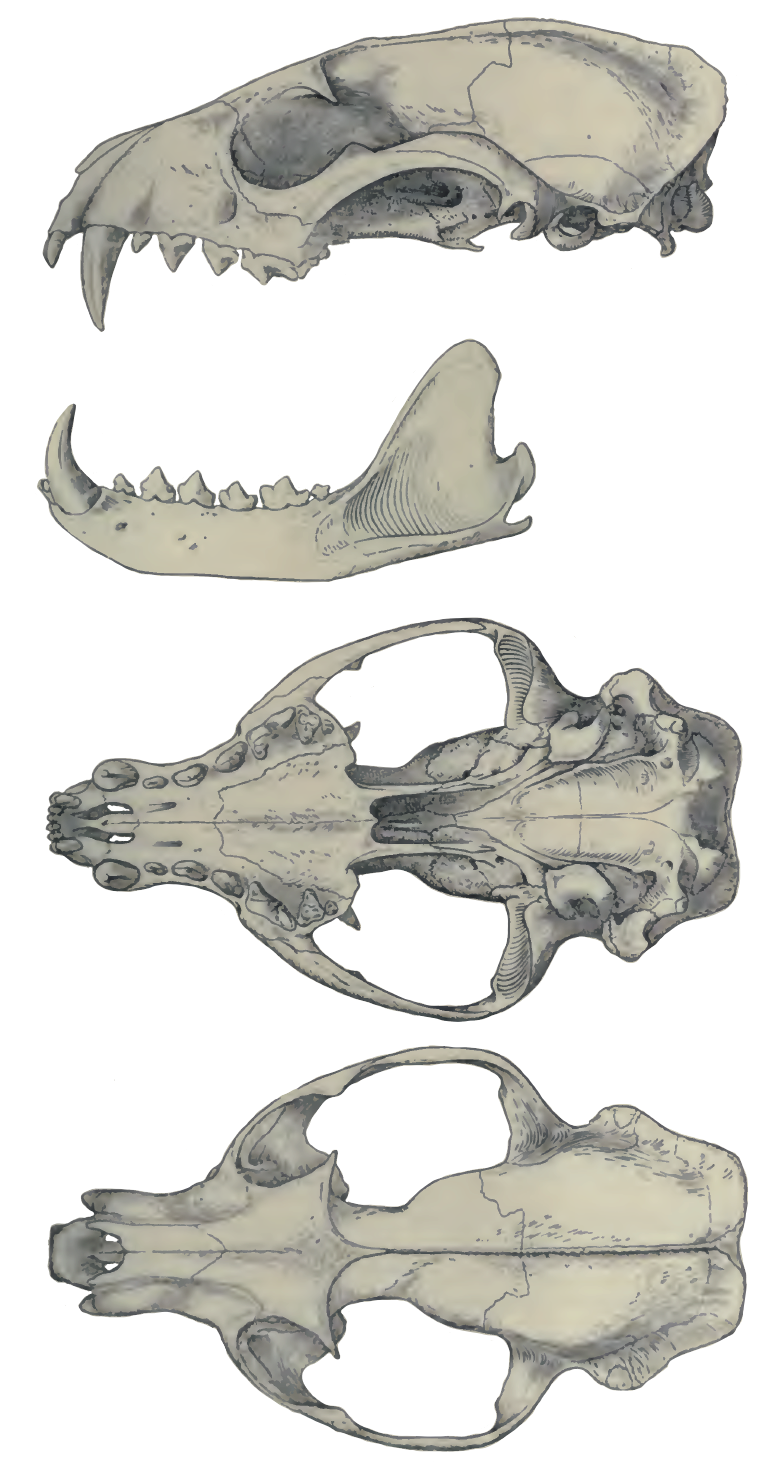
Koponyái
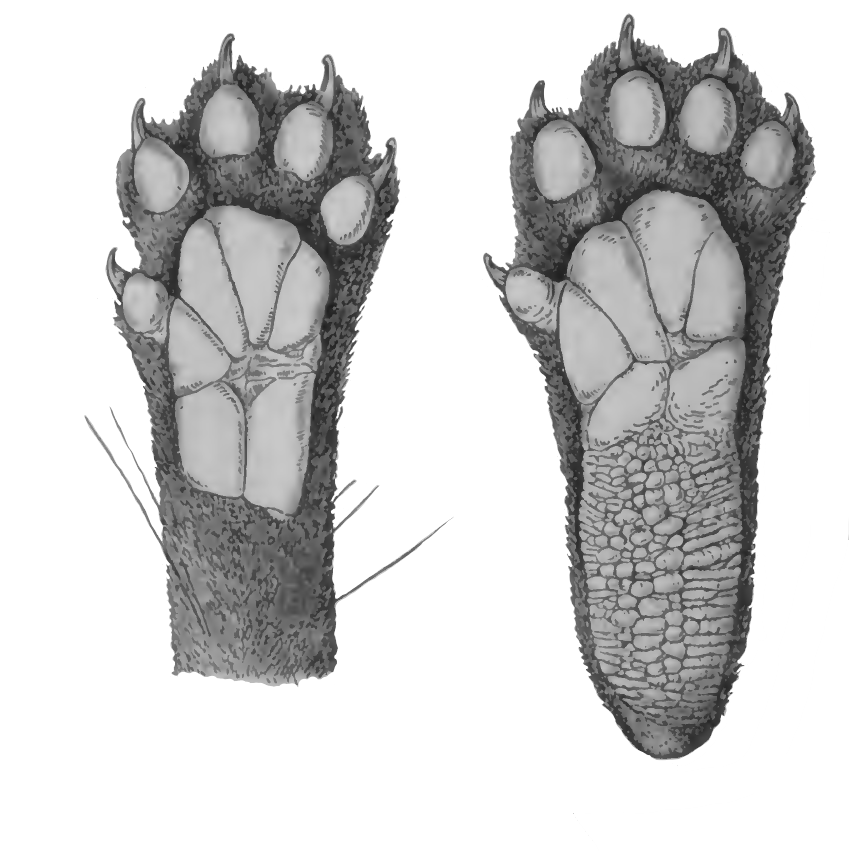
és talpai